# پیمان رنجبری
پیمان رنجبری (زادهٔ ۳۰ مرداد ۱۳۷۱ در اردبیل) بازیکن فوتبال اهل ایران است که در پست مهاجم برای باشگاه فوتبال پالایش نفت بندرعباس بازی می‌کند.

## دوران باشگاهی
رنجبری سابقه آقای گلی لیگ آزادگان را با تیم گل‌گهر سیرجان نیز دارد.
پیمان رنجبری سابقه بازی در تیم های گسترش فولاد تبریز ، شهرداری اردبیل ، ذوب آهن اصفهان ،گل‌گهر سیرجان ، نساجی مازندران ، پیکان ، نفت مسجدسلیمان ، ملوان ، استقلال خوزستان و شمس‌آذر قزوین را نیز دارد.
شمس آذر قزوین
پیمان رنجبری در تاریخ ۸ مرداد ماه ۱۴۰۳ با قراردادی ۱ ساله به تیم فوتبال شمس‌آذر قزوین پیوست.